# روبرت بيلليترو
روبرت هالسي بيلليترو (بالإنجليزية: Robert Pelletreau)‏ (ولد في 9 يوليو 1935 في باتشوغو) دبلوماسي وسفير أمريكي سابق إلى البحرين من 1979 إلى 1980 وتونس من 1987 إلى 1991 ومصر من 1991 إلى 1993 وكذلك شغل منصب مساعد وزير الخارجية لشؤون الشرق الأدنى. يتولى حاليا عضوية المجلس الاستشاري الأمريكي للمنتدى السياسي الإسرائيلي والأكاديمية الأمريكية للدبلوماسية ومجلس العلاقات الخارجية.

## السنوات الأولى
ولد روبرت بيلليترو في 9 يوليو 1935 في باتشوغو بولاية نيويورك. بعد تخرجه من جامعة ييل بحصوله على البكالريوس في عام 1957 خدم في بحرية الولايات المتحدة من 1957 إلى 1958. في وقت لاحق انتسب في كلية هارفارد للحقوق وحصل على بكالريوس في الحقوق في عام 1961.

## السيرة
انضم بلليترو إلى وزارة الخارجية الأمريكية في عام 1962. من 1973 إلى 1975 عين موظف سياسي في الجزائر. خدم في عدة دول وهي الأردن ولبنان وموريتانيا والمغرب. أصبح نائبا لرئيس البعثة في دمشق بسوريا في عام 1975. بقي في هذا المنصب حتى عام 1978. بعد ذلك بعام أصبح سفير في البحرين حتى عام 1980. أصبح نائب مساعد وزير الدفاع لشؤون الشرق الأدنى وجنوب آسيا في وزارة الدفاع الأمريكية من 1980 إلى 1981. عين المدير القطري لشؤون شبه الجزيرة العربية في وزارة الخارجية من 1981 إلى 1982 ومن 1983 إلى 1985 شغل منصب نائب مساعد وزير الخارجية لشؤون جنوب آسيا والشرق الأدنى في وزارة الخارجية. مثل أمام اللجنة الفرعية لأوروبا والشرق الأوسط من لجنة الشؤون الخارجية في مجلس النواب في 26 سبتمبر 1983 لمعالجة مصالح كبرى للولايات المتحدة في الشرق الأوسط. عين نائب مساعد وزير الدفاع من 1985 إلى 1987. بعد ذلك عين سفيرا لدى تونس من 1987 إلى 1991. وآخر مناصبه الدبلوماسية شغله منصب سفير فوق العادة ومفوضا لدى مصر من 31 يوليو 1991. أدى بيلليترو الابن اليمين كمساعد وزيرة الخارجية لشؤون الشرق الأدنى في 18 فبراير 1994.

## العائلة
متزوج ولديه ثلاثة أطفال.